# Jagiellonia Białystok w sezonie 1955

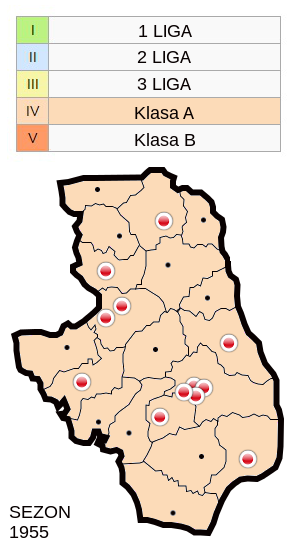
BOZPN – Zespoły występujące w Klasie A w sezonie 1955

Jagiellonia Białystok przystąpiła do rozgrywek klasy A Białostockiego OZPN. Przed sezonem zespół Budowlanych zmienił nazwę na Jagiellonia Budowlani Białystok. Zmiana nazwy była nieoficjalna, dopiero 26.01.1957 roku oficjalnie wpisano nazwę Jagiellonia do dokumentów rejestrowych.

## IV poziom rozgrywkowy
Drużyna Jagiellonii pomimo powrotu do historycznej nazwy nie osiągnęła dobrego wyniku zajmując dopiero 9 miejsce. Po sezonie decyzją władz klubowych sekcja piłki nożnej została rozwiązana i w 1956 roku drużyna nie występowała w rozgrywkach piłkarskich. Według niektórych źródeł decyzja działaczy była podyktowana z powodu niesportowego zachowywania się piłkarzy i braku zaangażowania.

## Tabela Klasy A Białostocki OZPN
| Lp.    | Drużyna                   | M   | Z    | R  | P    | Bramki | Bramki | Różn. | Pkt. | Uwagi                   |
| ------ | ------------------------- | --- | ---- | -- | ---- | ------ | ------ | ----- | ---- | ----------------------- |
| 1      | Wigry Suwałki (B)         | 22  | 17   | 3  | 2    | 83     | 20     | +63   | 37   | Baraże do III ligi      |
| 2      | Pogoń Łapy(b)             | 22  | 15   | 4  | 3    | 88     | 28     | +60   | 34   |                         |
| 3      | Ognisko Białystok(b)      | 22  | 13   | 3  | 6    | 59     | 28     | +31   | 29   |                         |
| 4      | Gwardia II Białystok (W)  | 22  | 13   | 2  | 7    | 60     | 33     | +27   | 28   | Wycofana                |
| 5      | Sokół Sokółka             | 22  | 10   | 7  | 5    | 58     | 34     | +24   | 27   |                         |
| 6      | Syrena Hajnówka(b)        | 22  | 9    | 4  | 9    | 42     | 52     | -10   | 22   |                         |
| 7      | Victoria Białystok        | 22  | 7    | 4  | 11   | 38     | 53     | -15   | 18   |                         |
| 8      | Budowlani Grajewo         | 22  | 7    | 4  | 11   | 47     | 64     | -17   | 18   |                         |
| 9      | Jagiellonia Białystok (W) | 22  | 8    | 2  | 12   | 42     | 82     | -40   | 18   | Po sez. wycofana        |
| 10     | Wissa Szczuczyn(b)        | 22  | 6    | 1  | 15   | 41     | 74     | -33   | 13   |                         |
| 11     | Mazur II Ełk (S)          | 22  | 4    | 1  | 17*  | 25     | 71*    | -49   | 9*   | Spadek do niższej klasy |
| 12     | Gwardia Łomża(b) (S)      | 22  | 3    | 3  | 16*  | 22     | 72*    | -50   | 9*   | Spadek do niższej klasy |
| Tabela | Tabela                    | 264 | 112* | 38 | 114* | 605*   | 611*   |       | 262* |                         |

- Przed sezonem decyzją władz WKKF postanowiono, że Budowlani Sokółka pozostali w klasie A.[3]
- Gwardia Łomża z powodu dwukrotnego nie stawienia się na mecz została karnie zdegradowana do klasy B, pozostałe mecze jako walkowery[4].
- Wynik meczu Mazur II: Gwardia Łomża, zweryfikowano jako obustronny walkower.
- Zmiana nazwy: Budowlani na Wigry Suwałki, Kolejarz na Pogoń Łapy, Kolejarz na Ognisko Białystok, Budowlani na Sokół Sokółka, Kolejarz na Syrena Hajnówka, Ogniwo na Victoria Białystok, Budowlani na Jagiellonia Białystok, LZS na Wissa Szczuczyn, Kolejarz na Mazur Ełk.
- Po sezonie zespół Jagiellonii Białystok wycofał się z rozgrywek, nie wystawiając swojej drużyny w następnym sezonie.
- Po sezonie nastąpiło rozwiązanie klubu Budowlanych Grajewo, drużynę i miejsce w A klasie przejęła Warmia (klasa B).
- Po sezonie Gwardia Łomża zmieniła nazwę na Start Łomża.
- Po sezonie Spójnia Suwałki połączyła się z Budowlanymi Suwałki.

## Mecze
| Mecze i wyniki | Mecze i wyniki       | Mecze i wyniki                  | Mecze i wyniki | Mecze i wyniki | Mecze i wyniki       | Mecze i wyniki | Mecze i wyniki  | Poz w lidze. | Poz w lidze. | Poz w lidze. |
| Lp. | Data                 | Rozgrywki                       | F.             | D/W            | Przeciwnik           | Wynik          | Strzelcy bramek | M.           | P.           | Br.          |
| --- | -------------------- | ------------------------------- | -------------- | -------------- | -------------------- | -------------- | --------------- | ------------ | ------------ | ------------ |
| | 27.03.1955 Białystok | Klasa A – 1 kol.                | –              | D              | Gwardia Łomża        | (przeł.)       |                 |              |              |              |
| 1 231 | 3.04.1955 Białystok  | Klasa A – 2 kol.                | –              | W              | Kolejarz Białystok   | 1:1            |                 |              | 1            | 1:1          |
| 2 232 | 10.04.1955 Białystok | Klasa A – 3 kol.                | –              | D              | Wigry Suwałki        | 0:5            |                 |              | 1            | 1:6          |
| 3 233 | 24.04.1955 Białystok | Klasa A – 4 kol.                | –              | W              | Victoria Białystok   | 3:2            |                 |              | 1            | 3:9          |
| 4 234 | 8.05.1955 Białystok  | Klasa A – 5 kol.                | –              | D              | Mazur II Ełk         | 5:1            |                 |              | 3            | 8:10         |
| 5 235 | 15.05.1955 Białystok | Klasa A – 6 kol.                | –              | W              | Gwardia II Białystok | 3:0            |                 |              | 3            | 8:13         |
| 6 236 | 22.05.1955 Białystok | Klasa A – 7 kol.                | –              | D              | Warmia Grajewo       | 5:4            |                 |              | 5            | 13:17        |
| 7 237 | 29.05.1955 Hajnówka  | Klasa A – 8 kol.                | –              | W              | Syrena Hajnówka      | 3:0(vo)        |                 |              | 5            | 13:20        |
| 8 238 | 5.06.1955 Białystok  | Klasa A – 9 kol.                | –              | D              | Wissa Szczuczyn      | b.d.           |                 |              | 7            |              |
| 9 239 | 12.06.1955 Sokółka   | Klasa A – 10 kol.               | –              | W              | Sokół Sokółka        | b.d.           |                 |              | 9            | 19:31        |
| 10 240 | 19.06.1955 Białystok | Klasa A – 11 kol.               | –              | D              | Pogoń Łapy           | 1:8            |                 |              | 9            | 20:39        |
| 11 241 | ?.?.1955 Białystok   | (Przeł. – 1 kol. (Mecz zaległy) | –              | D              | Gwardia Łomża        | b.d.           |                 |              |              |              |
| 12 242 | 10.07.1955 Łomża     | Klasa A – 12 kol.               | –              | W              | Gwardia Łomża        | 1:2            |                 |              |              |              |
| 13 243 | 17.07.1955 Białystok | Klasa A – 13 kol.               | –              | D              | Kolejarz Białystok   | b.d.           |                 |              |              |              |
| 14 244 | 24.07.1955 Łapy      | Klasa A – 14 kol.               | –              | W              | Pogoń Łapy           | 15:2           |                 |              |              |              |
| 15 245 | 31.07.1955 Suwałki   | Klasa A – 15 kol.               | –              | W              | Wigry Suwałki        | 3:1            |                 |              |              |              |
| 16 246 | 7.08.1955 Białystok  | Klasa A – 16 kol.               | –              | D              | Victoria Białystok   | b.d.           |                 |              | 15           | 30:58        |
| 17 247 | 14.08.1955 Ełk       | Klasa A – 17 kol.               | –              | W              | Mazur II Ełk         | 1:2            |                 |              | 17           | 32:59        |
| 18 248 | 21.08.1955 Białystok | Klasa A – 18 kol.               | –              | D              | Gwardia Białystok    | 2:3            |                 |              | 17           | 34:62        |
| 19 249 | 28.05.1955 Grajewo   | Klasa A – 19 kol.               | –              | W              | Warmia Grajewo       | 5:3            |                 |              | 17           | 37:58        |
| 20 250 | 4.09.1955 Białystok  | Klasa A – 20 kol.               | –              | D              | Syrena Hajnówka      | 3:3            |                 |              | 18           | 40:70        |
| 21 251 | 11.09.1955 Szczuczyn | Klasa A – 21 kol.               | –              | W              | Wissa Szczuczyn      | b.d.           |                 |              | 18           |              |
| 22 252 | 18.09.1955 Białystok | Klasa A – 22 kol.               | –              | D              | Sokół Sokółka        | b.d.           |                 | 9            | 18           | 42:82        |
| 23 | 9.10.1955 Ełk        | PP OKR. 1/16                    | –              | W              | Start Ełk            | 3:0(vo)        |                 | odpadnięcie  | odpadnięcie  | odpadnięcie  |
| - rozgrywki ligowe, - rozgrywki pucharu polski, - rozgrywki pucharu ligi, - rozgrywki ligi europejskiej, - mecze barażowe lub eliminacyjne, - inne. Liczba meczów w sezonie:1 2 (wszystkie mecze na najwyższym poziomie rozgrywkowym)3 (wszystkie mecze w rozgrywkach ligowych bez baraży) , Puchar Polski: 2 (mecze Pucharu Polski na szczeblu centralnym)3 (wszystkie mecze w Pucharze Polski) |                      |                                 |                |                |                      |                |                 |              |              |              |

Mecze na podstawie Gazety Białostockiej